# Gorovje Tebek
Gorovje Tebek (korejsko 태백산맥) je gorovje, ki se razteza čez Severno in Južno Korejo. Tvori glavni greben [[Korejski polotok|Korejskega polotoka]g.

## Geografija
Gorovje Tebek poteka vzdolž vzhodnega roba polotoka in vzdolž vzhodne obale Korejskega polotoka. Gora Hvangnjong v Severni Koreji (1268 metrov) tvori severni konec gorovja. Pusan leži na južnem koncu tega gorovja, zato je gorovje skupne dolžine več kot 500 kilometrov, s povprečno višino približno 1000 metrov.
Med pomembnejše vrhove gorovja spadajo gora Soraksan (1708 m), gora Kumgangsan (1638 m), gora Tebeksan (1566,7 m) in gora Odesan (1563 m). Na vzhodu se gorovje strmo spušča v morje, na zahodu pa so bolj položna pobočja. Številni izrastki se raztezajo proti jugozahodu. Najpomembnejši reki Južne Koreje, reka Han in reka Nakdong, izvirata v gorovju Tebek.

## Ekologija
Številna pobočja so obsežno porasla z gozdovi.

## Industrija
Gospodarsko gledano so gore Tebek pomembne za rudarjenje železa, premoga, volframa, fluorita in apnenca.

## Znamenitosti
Tempelj Mangjeongsa v Hjol-dong Tebeku v provinci Gangvon-do na nadmorski višini 1460 metrov na gori Tebeksan je tempelj, zgrajen za počitek kipa bodhisatve modrosti. Zgradil ga je Džadžang, menih iz dinastije Sila. Zmajev izvir pri vhodu v tempelj je znan kot najvišji izvir v Koreji.
Zimske olimpijske igre 2018 so potekale v Pjongčangu v provinci Gangvon-do, ki je v gorah.
Tebek je tudi ime za hjong, oblika borilne veščine, ki jo izvajajo nosilci črnega pasu 3. Dan v Tekvondoju. Tebek se večinoma izvaja v južni Južni Koreji.